# Simon Dieuseul Desras
Simon Dieuseul Desras, né le 18 décembre 1967 à Saut-d'Eau dans l'arrondissement de Mirebalais, est un sénateur, avocat et gestionnaire haïtien. Il est président du Sénat de 2012 à 2015 et candidat à l'élection présidentielle de 2015.

## Biographie
Simon Dieuseul Desras est en tant que militant du parti Fanmi Lavalas membre de l'organisation Lavni. Il est un des soutiens au président de la République, Michel Martelly. 
Il fut membre du secrétariat international de la Fédération nationale des étudiants haïtiens (Feneh). À la suite du mouvement de grève des étudiants haïtiens et de ses interventions, le président Jean-Bertrand Aristide lui proposa de briguer le poste de député de Saut-d'Eau, sa circonscription. Engagé comme consultant au cabinet particulier du président Aristide, Simon Dieuseul s'occupait des collectivités territoriales. L'étau se resserrant autour du pouvoir, il s'exila en février 2004.
Simon Dieuseul Desras a été membre de plusieurs commissions gouvernementales : finances et budget, justice, défense et sécurité publique, travaux publics, transports et communications (TPTC). Le 21 mai 2000, il est élu sénateur de la République d'Haïti sous la bannière du parti politique Fanmi Lavalas. Le 5 avril 2010, il est réélu 2e sénateur de la République sous la bannière de LAVNI. Enfin le 9 janvier 2012, il élu président du Sénat.
Le 19 février 2016, le président Jocelerme Privert annonce les noms de six candidats au poste de Premier ministre, qui sont Mirlande Manigat, Edgard Leblanc, Fritz Jean, Jacques Sampeur, Joanas Gay et Simon Dieuseul Desras. Le 25 février, il nomme finalement Fritz Jean à l'issue d'une consultation conjointe avec le président de la Chambre des députés, Cholzer Chancy, et le vice-président du Sénat de la République, Ronald Larêche.